# Alan Böribajew

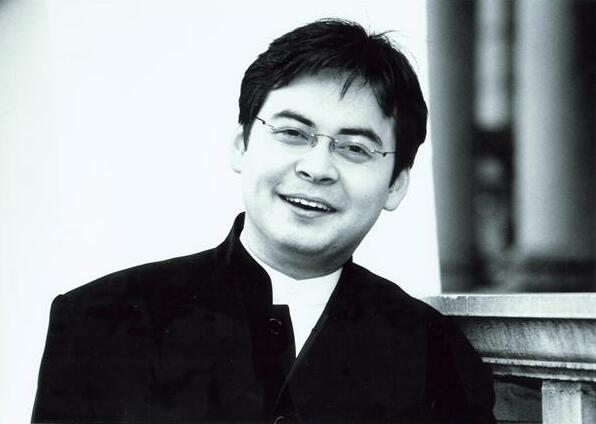
Alan Böribajew im Jahr 2009

Alan Asqaruly Böribajew (international Alan Buribayev, kasachisch Алан Асқарұлы Бөрібаев, russisch Алан Аскарович Бурибаев, Transkription Alan Askarowitsch Buribajew, wiss. Transliteration Alan Askarovič Buribaev; * 30. Mai 1979 in Almaty) ist ein kasachischer Dirigent und Generalmusikdirektor (GMD). Er ist Chefdirigent des Astana Opera House.

## Biografie
Als Sohn eines Cellisten, Dirigenten und einer Pianistin studierte Alan Böribajew, eher bekannt mit der Schreibweise Alan Buribayev, Violine und Dirigieren am Staatlichen Konservatorium von Kasachstan, benannt nach Kurmangazy. Danach setzte er sein Studium in Wien bei dem slowenischen Dirigenten Uroš Lajovic fort.
Von 2003 bis 2007 war Böribajew Chefdirigent des kasachischen Astana Symphony Orchestras. Noch als sehr junger Dirigent übernahm er als Nachfolger von Kirill Petrenko von 2004 bis 2007 die Leitung der Meininger Hofkapelle und die Stelle als Generalmusikdirektor am Staatstheater Meiningen. In der Saison 2007/08 wurde er Chefdirigent des schwedischen Norrköping Symphony Orchestras in Norrköping, dessen anfänglichen Vertrag bis 2010 lief und den er bis 2011 verlängerte. Von  2008 bis 2012 war er Chefdirigent des Het Brabants Orkest in Eindhoven in den Niederlanden. Im Mai 2009 wurde er mit Wirkung vom September 2010 zum Dirigenten des RTÉ–Irish National Symphony Orchestra ernannt. Den bis 2012 gültigen Vertrag verlängerte RTÉ mit Böribajew bis 2016. Er war von 2014 bis 2018 Erster Gastdirigent des Japan Century Symphony Orchestra in Osaka.
Seit März 2015 ist er Chefdirigent des Astana Opera House.
Er dirigierte unter anderem das Staatliche Akademische Symphonieorchester der Republik Kasachstan, das nach Abai Qunanbajuly benannte Orchester des Kasachischen Staatlichen Akademischen Opern- und Balletttheaters und das kasachische Staatliche Kammerorchester „Solistenakademie“. In Meiningen brachte er 2012 als deutsche Erstaufführung die kasachische Oper Abai von Achmet Schubanow und Latif Hamidi auf die Bühne des Staatstheaters.

## Privates
Alan Böribajew ist verwandt mit dem Komponisten Achmet Schubanow und dessen Tochter Ghasisa Schubanowa.

## Auszeichnungen
- 1999: 1. Preis beim Internationalen Wettbewerb junger Dirigenten „Lovro von Matačić“ in Zagreb
- 2001: Sonderpreis beim Nikolai-Malko-Wettbewerb in Kopenhagen
- 2001: 1. Preis beim Concorso per Direttori d'Orchestra „Antonio Pedrotti“ in Trient